# Trifolium sarosiense
Trifolium sarosiense — вид квіткових рослин з родини бобових (Fabaceae).

## Синоніми
- Trifolium banaticum (Heuff.) Májovský
- Trifolium flexuosum subsp. sarosiense (Hazsl.) Gibelli & Belli
- Trifolium medium var. sarosiense (Hazsl.) Savul. & Rayss
- Trifolium sarosiense subsp. banaticum (Heuff.) Holub

## Поширення
Поширення: колишня Чехословаччина, Угорщина, Польща, Румунія, Україна.
В Україні вид відомий лише з одного локалітету: Ів.-Франкіська область, Галицький район, околиці с. Бовшів, Касова гора.